# Луцький слідчий ізолятор № 177
 Луцький слідчий ізолятор  — слідчий ізолятор управління Державного департаменту України з питань виконання покарань у Волинській області.

## Історія колонії
Слідчий ізолятор має планове наповнення 450 осіб (у тому числі арештний дім при установі для тримання осіб, засуджених до арешту, та сектор максимального рівня безпеки при установі для тримання чоловіків, засуджених до довічного позбавлення волі), розташований у м. Луцьк. Перші відомості про установу зустрічаються в архівах УМВС з серпня 1953 р. — тюрма УМВС Волинської області, до цього часу установою керував майор вн. сл. 1.1. Бойко.
За час існування установа неодноразово перейменовувалась:
- у 1964 р. — СІЗО УМВС Волинської області;
- у 1970 р. — установа УВС Волинського облвиконкому;
- у 1998 р. — установа УМВС України у Волинській області;
- у 1999 р. — Луцький СІЗО управління Департаменту у Волинській області.

У 2020 році за ініціативи Міністерства юстиції України у Луцькому слідчому ізоляторі відкрили двомісну платну камеру підвищеного комфорту. Там є холодильник, електрочайник, окремі душ і туалет, телевізор.

## Сучасний стан
У різні роки установу очолювали:
С. П. Половников, П. С. Науменко, А. І. Кудряшов, П. К. Гуменюк, М. О. Івчик, В. С. Недоріз, О. Г. Колб, І. А. Стефановський, В. П. Воробей, П. М. Козак, С.В. Киреєв".
На даний час її очолює Байковський Віталій Петрович.

## Адреса
43000 м. Луцьк, вул. Некрасова, 3